# AVN Awards - Movie

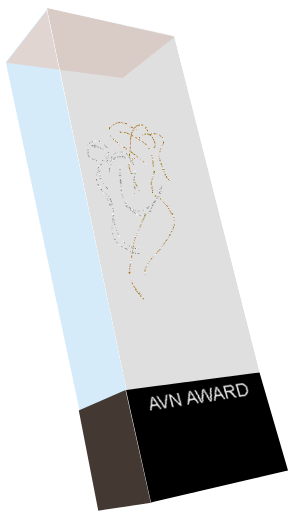
Trofeo degli "AVN Awards"

Gli AVN Movie Awards sono i premi cinematografici, presentati e sponsorizzati dalla rivista AVN, che premiano i singoli film pornografici che si ritiene abbiano espresso le migliori performance dell'anno. Nel corso del tempo si sono succedute diverse categorie ma le più importanti e diffuse sono:
- All-Girl
- All-Sex
- Anthology
- Anal
- BDSM
- Curve Appeal
- Ethnic - Asian
- Ethnic - Black

- Ethnic - Latin
- Foreign
- Gonzo/Wall-to-Wall
- Group Sex (or Orgy/Gangbang)
- Ingénue
- Interracial
- Lesbian
- MILF

- Niche
- POV
- Oral
- Solo
- Squirting
- Taboo
- Transgender
- Vignette

## Vincitori

### Best Video Feature
- 1984: Scoundrels
- 1985: Talk Dirty To Me, Part III
- 1986: Raw Talent
- 1987: The Devil in Miss Jones III
- 1988: Careful, He May Be Watching
- 1989: Pretty Peaches 2
- 1990: Night Trips
- 1991: House of Dreams
- 1992: On Trial
- 1992: Wild Goose Chase
- 1993: Face Dance, Parts 1 & 2
- 1994: Justine
- 1995: Sex
- 1996: Blue Movie
- 1997: Bobby Sox
- 1998: Bad Wives
- 1999: Looker
- 2000: Seven Deadly Sins
- 2001: Watchers
- 2002: Fade to Black
- 2003: The Ass Collector
- 2004: Beautiful
- 2004: Rawhide
- 2005: Bella Loves Jenna
- 2006: Pirates
- 2007: Corruption
- 2008: Upload
- 2009: Pirates II: Stagnetti's Revenge

### Best Film
- 1984: Blue Voodoo
- 1985: Long Hard Night
- 1986: Dangerous Stuff
- 1987: Blame It on Ginger
- 1988: Romeo and Juliet
- 1989: The Catwoman
- 1990: Mad Love
- 1991: Beauty and the Beast 2
- 1992: Curse of the Catwoman
- 1993: The Party
- 1994: Haunted Nights
- 1995: Shame
- 1996: Latex
- 1997: Shock
- 1998: Buda
- 1999: Café Flesh 2
- 2000: Dark Garden
- 2001: Dark Angels
- 2002: Euphoria
- 2003: The Fashionistas
- 2004: Heart of Darkness
- 2005: The Masseuse
- 2006: The New Devil in Miss Jones
- 2007: Manhunters
- 2008: Layout
- 2009: Cry Wolf

### Best Feature / Drama
- 2010: The 8th Day
- 2011: Speed
- 2012: Portrait of a Call Girl
- 2013: Wasteland
- 2014: Underworld
- 2015: Aftermath
- 2016: Wanted
- 2017: The Preacher’s Daughter
- 2018: Half His Age: A Teenage Tragedy
- 2019: After Dark
- 2020: Drive

### Best Featurette
- 2019: The Weight of Infidelity
- 2020: Valley of the Fuck Dolls
- 2021: Fashionistas Lost
- 2022: Black Widow XXX: An Axel Braun Parody
- 2023: The Bargain
- 2024: The Mistery of Jane Doe
- 2025: Broken Butterfly: The Perfect Shade of Blue

### Movie of the Year
- 2013: Wasteland
- 2014: Underworld
- 2015: 24 XXX: An Axel Braun Parody
- 2016: Peter Pan XXX: An Axel Braun Parody
- 2017: Suicide Squad XXX: An Axel Braun Parody
- 2018: Half His Age: A Teenage Tragedy
- 2019: The Possession of Mrs. Hyde
- 2020: Teenage Lesbian

### Best Parody – Comedy
- 2011: Batman XXX: A Porn Parody
- 2012: The Rocki Whore Picture Show: A Hardcore Parody
- 2013: Star Wars XXX: A Porn Parody
- 2014: Grease XXX – A Parody

### Best Parody – Drama
- 2011: BatfXXX: Dark Night Parody
- 2012: Spider-Man XXX: A Porn Parody
- 2013: Spartacus MMXII: The Beginning
- 2014: Man of Steel XXX: An Axel Braun Parody

### Best Parody
- 2010: The Sex Files: A Dark XXX Parody und Not The Cosbys XXX
- 2015: 24 XXX: An Axel Braun Parody
- 2016: Peter Pan XXX: An Axel Braun Parody
- 2017: Suicide Squad XXX: An Axel Braun Parody
- 2018: Justice League XXX: An Axel Braun Parody
- 2019: Deadpool XXX: An Axel Braun Parody
- 2020: Captain Marvel XXX: An Axel Braun Parody

### Best Comedy
- 1996: Risqué Burlesque
- 1997: The Show
- 1998: Cellar Dweller 2
- 1999: The Pornographer
- 2000: The Houston 620
- 2001: M Caught In the Act
- 2002: Double Feature!
- 2003: Kung-Fu Girls
- 2004: Space Nuts
- 2005: Misty Beethoven: The Musical
- 2006: Camp Cuddly Pines Powertool Massacre
- 2007: Joanna’s Angels 2: Alt Throttle
- 2008: Operation Desert Stormy
- 2009: Not Bewitched XXX
- 2010: Flight Attendants
- 2011: Couples Camp
- 2012: Grindhouse XXX
- 2013: Nurses 2
- 2014: Band Sluts
- 2015: Bikini Babes Are Shark Bait
- 2016: Love, Sex & TV News
- 2017: Cindy Queen of Hell
- 2018: Jews Love Black Cock
- 2019: Love in the Digital Age
- 2020: Love Emergency
- 2022: Black Widow XXX: An Axel Braun Parody

### Best Action/Thriller
- 2018: Vampires
- 2019: The Possession of Mrs. Hyde
- 2020: Three Cheers for Satan

### Best Star Showcase
- 2013: Asa Akira to the Limit
- 2014: Anikka
- 2015: V for Vicki
- 2016: Being Riley
- 2017: Abella
- 2018: Angela 3
- 2019: I Am Angela
- 2020: Angela White: Dark Side
- 2021: The Insatiable Emily Willis
- 2022: Influence Emily Willis
- 2023: Ultimate Fuck Toy: Charly Summer
- 2024: Vicki Chase Ninfomana
- 2025: Fuck Angela

### Best DVD
- 2005: Fetish Circus
- 2006: Pirates

### Best 3D Release
- 2011: This Ain't Avatar XXX 3D
- 2012: This Ain’t Ghostbusters XXX 3D
- 2013: Jailhouse Heat 3D

### Best All-Sex Film
- 1995: The Dinner Party
- 1996: The Player
- 1997: Unleashed
- 1998: Zazel
- 1999: High Heels
- 2000: Playthings
- 2001: Erotica
- 2002: Porno Vision
- 2004: Hard Edge

### Best All-Sex Video
- 1984: C.T. (Coed Teasers)
- 1985: Unthinkable
- 1986: Ball Busters
- 1987: Wild Things
- 1988: Baby Face II
- 1989: Angel Puss
- 1990: Hello Molly
- 1991: Buttman’s Ultimate Workout
- 1992: Buttman’s European Vacation
- 1993: Realities 2
- 1994: The Bottom Dweller
- 1995: Takin’ It to the Limit 1 & 2
- 1996: Bottom Dweller 33 1/3
- 1997: John Leslie’s Fresh Meat 3
- 1998: John Leslie’s Fresh Meat 4
- 1999: John Leslie’s Fresh Meat 5
- 2000: The Voyeur 12
- 2001: Buttwoman vs. Buttwoman
- 2002: Buttwoman Iz Bella
- 2003: Bring ’Um Young 9
- 2004: Fetish: The Dreamscape

### Best All-Sex DVD
- 2002: Porno Vision
- 2003: Breakin’ ’Em In 2
- 2004: Flesh Hunter 4

### Best All-Sex Release
- 2005: Stuntgirl
- 2006: Squealer
- 2007: Blacklight Beauties und Neu Wave Hookers
- 2008: G for Gianna
- 2009: Alexis Texas is Buttwoman
- 2010: Evalutionary
- 2011: Just Jenna
- 2012: Asa Akira Is Insatiable 2
- 2013: Oil Overload 7
- 2014: Slutty & Sluttier 18

### Best Anthology Production / Movie or Limited Series
- 2016: Oil Overload 12
- 2017: Natural Beauties
- 2018: Sacrosanct
- 2019: Icons
- 2020: Sacrosanct Now
- 2022: Auditions
- 2023: Blond Label 2

### Best Gonzo Release / (Wall-to-Wall) Movie (or Limited Series)
- 1994: Seymore Butts in Paradise
- 1995: Dick & Jane do Northridge
- 1996: A Pool Party at Seymore’s, Parts 1 & 2
- 1997: Buttman’s Bend Over Babes IV
- 1998: Voyeur 7 & 8: Live in Europe
- 1999: Whack Attack 2
- 2000: Ben Dover’s The Booty Bandit
- 2001: Please! 12
- 2002: Ben Dover’s End Games
- 2003: Shane’s World 29
- 2004: Flesh Hunter 5
- 2005: Gina Lynn’s Darkside
- 2006: Slut Puppies
- 2007: Chemistry
- 2008: Brianna Love Is Buttwoman
- 2009: The Gauntlet 3
- 2010: Tori Black Is Pretty Filthy
- 2011: Buttwoman vs. Slutwoman
- 2012: Dangerous Curves
- 2013: Bobbi Violates San Francisco
- 2014: Remy LaCroix’s Anal Cabo Weekend
- 2016: Eye Contact
- 2017: Angela Loves Gonzo
- 2019: A XXX Documentary
- 2020: Consent
- 2021: Oil Overload 16
- 2022: Flesh Hunter 15
- 2023: Goddess and the Seed
- 2024: Performers of the Year 2023
- 2025: Day With a Pornostar 14

### Grand Reel
- 2021: Muse
- 2022: Casey: A True Story
- 2024: Machine Gunner
- 2025: Gold Diggers

### Best Foreign Non-Feature
- 2013: Brooklyn Lee: Nymphomaniac
- 2014: Claire Castel: The Chambermaid
- 2015: Anissa and Lola at Nurses’ School
- 2016: Waltz With Me
- 2017: Rocco's Italian Porn Boot Camp 2
- 2018: Anissa the Tenniswoman

### Best Vignette Release
- 2005: Tales From the Crack
- 2006: Vault of Whores
- 2007: Jenna Haze Dark Side
- 2008: Babysitters
- 2009: Cheerleaders
- 2010: Nurses
- 2011: Pornstars Punishment
- 2012: Prison Girls
- 2013: Slutty & Sluttier 16
- 2014: Show No Mercy
- 2015: Erotico

### Best High-Definition Production
- 2005: Island Fever 3
- 2006: Pirates
- 2007: Fashionistas Safado – The Challenge
- 2008: Fashionistas Safado: Berlin
- 2009: Pirates II: Stagnetti’s Revenge

### Best High-End All-Sex Release
- 2008: Broken
- 2009: Icon
- 2010: Deviance – Adam & Eve Pictures
- 2011: Performers of the Year 2010

### Best Interactive DVD
- 2000: Vivid Virtual Vixens
- 2001: Virtual Sex with Tera Patrick
- 2002: Virtual Sex with Devon
- 2003: Virtual Sex with Janine
- 2004: My Plaything: Jenna Jameson 2
- 2005: Groupie Love
- 2006: Virtual Katsuni
- 2007: Virtual Vivid Girl Sunny Leone
- 2008: Doppelehrung: InTERActive
Interactive Sex with Jenna Haze
- 2009: My Plaything: Ashlynn Brooke
- 2010: Interactive Sex With Tori Black
- 2011: Interactive Sex with Alexis Texas

### Best Classic Release on DVD
- 2000: The Devil in Miss Jones Parts III & IV
- 2001: Chameleons Not the Sequel
- 2002: The Opening of Misty Beethoven
- 2003: Pretty Peaches 2
- 2004: Insatiable
- 2005: Deep Throat: Remastered
- 2006: Ginger Lynn: The Movie

### Best Classic DVD
- 2000: The Devil in Miss Jones Parts III & IV
- 2001: Chameleons Not the Sequel
- 2002: The Opening of Misty Beethoven
- 2003: Pretty Peaches 2
- 2004: Insatiable
- 2005: Deep Throat: Remastered
- 2006: Ginger Lynn: The Movie
- 2007: Neon Nights
- 2008: Debbie Does Dallas, Definitive Collector’s Edition

### Best Classic Release
- 2009: Zazel
- 2010: VCX
- 2011: Aunt Peg's Fulfillment
- 2013: Buttwoman II: Behind Bars

### Best Foreign/International Feature / Production
- 1984: Grand Ecstasy
- 1985: The Arrangement
- 1986: Programmed for Pleasure
- 1987: The Comeback of Marilyn
- 1988: Forbidden Pleasures
- 1989: The Devil in Mr. Holmes
- 1994: Private Video Magazine 1
- 1995: Virgin Treasures 1 & 2
- 1996: The Tower, Parts 1, 2 & 3
- 1997: The Pyramid, Parts 1, 2 & 3
- 1998: The Fugitive 1 & 2
- 1999: Tatiana 1, 2 & 3
- 2000: Amanda’s Diary 2
- 2001: Rocco: Animal Trainer 3
- 2002: Christoph’s Beautiful Girls
- 2003: The Private Gladiator
- 2004: The Scottish Loveknot
- 2005: Hot Rats
- 2006: Robinson Crusoe on Sin Island
- 2007: Porn Wars – Episode I
- 2008: Furious Fuckers – Final Race
- 2009: Jason Colt – The Mystery of the Sexy Diamonds
- 2010: Billionaire
- 2011: Alice: A Fairy Love Tale
- 2012: Mission Asspossible
- 2013: Ass Trapped Undercover
- 2014: The Ingenuous
- 2015: Anissa Kate the Widow
- 2016: The Doctor
- 2017: Sherlock: A XXX Parody
- 2018: Bulldogs
- 2019: A 40 Year Old Widow
- 2020: Elements
- 2021: Impulses
- 2022: One Night in Barcelona
- 2023: Revenge
- 2024: Missing
- 2025: Hotel Vixen Season 2

### Best Foreign All Sex Release
- 2004: Euroglam: Nikki Blond
- 2005: Lost Angels: Katsuni
- 2006: Cabaret Bizarre
- 2007: Euro Domination
- 2008: Angel Perverse 8
- 2009: Rocco: Animal Trainer 25
- 2010: Bobbi Violates Europe
- 2011: Tori Black: Nymphomaniac
- 2012: Ink

### Best Foreign Vignette Tape
- 1996: Private Video Magazine 20
- 1997: Prague by Night
- 1998: Private Stories 22
- 1999: Euro Angels 10
- 2000: When Rocco Meats Kelly 2: In Barcelona
- 2001: Hell, Whores and High Heels
- 2002: The Splendor of Hell
- 2003: Hustler XXX 11

### Best Ingénue Production / Movie (or Limited Series)
- 2016: Best New Starlets 2015
- 2017: Fresh Girls 3
- 2018: Young Fantasies 2
- 2019: Best New Starlets 2018
- 2020: Slut Puppies 14
- 2021: Young Fantasies 5
- 2022: Ripe 10
- 2023: Ripe 11
- 2024: Slut Puppies 16
- 2025: Young & Beautiful 13

### Best Educational Release
- 2009: Tristan Taormino’s Expert Guide to Oral Sex 2
- 2010: Tristan Taormino's Expert Guide to Threesomes
- 2011: Tristan Taormino's Expert Guide to Advanced Fellatio
- 2012: Jessica Drake's Guide to Wicked Sex: Fellatio
- 2013: Belladonna’s How to: “Fuck!”
- 2014: Jessica Drake’s Guide to Wicked Sex: Anal Play for Men

### Best Anal-Themed Feature
- 1990: Splendor in the Ass, Caballero Home Video
- 1991: Between the Cheeks 2, VCA Platinum
- 1992: Dr. Butts, 4-Play Video
- 1993: Dr. Butts 2, 4-Play Video
- 1994: Anal Siege, Rosebud Productions
- 1995: Butt Banged Bicycle Babes, Anabolic Video
- 1996: Anal Intruder 9: The Butt from Another Planet, Coast to Coast Video
- 1997: American Tushy!, Seymore Butts/Ultimate Video
- 1998: Gluteus to the Maximus, Seymore Inc.
- 1999: Tushy Heaven, Seymore, Inc.
- 2000: Tristan Taormino’s Ultimate Guide to Anal Sex for Women, Evil Angel Productions
- 2001: Rocco’s True Anal Stories 11, Rocco Siffredi/Evil Angel Productions
- 2002: Heavy Metal 1, Rosebud Productions
- 2003: Buttfaced! 3, West Coast Productions Platinum
- 2004: Ass Worship 4, Jules Jordan/Evil Angel Productions
- 2005: Big Wet Asses 3
- 2006: Ass Worship 7

### Best Anal-Themed Release / Movie (or Limited Series)
- 2007: Weapons of Ass Destruction 4
- 2008: Ass Worship 10
- 2009: Jules Jordan’s Weapons of Ass Destruction 6
- 2010: Ass Worship 11
- 2011: Big Wet Asses 16
- 2012: Ass Worship 13
- 2013: Anal Boot Camp
- 2014: Wet Asses 2
- 2015: Ass Worship 15
- 2016: Anal Beauty
- 2017: The Art of Anal Sex 3
- 2018: Anal Savages 3
- 2019: First Anal 6
- 2020: First Anal 8
- 2021: The Art of Anal Sex 11
- 2022: Angela Loves Anal 3
- 2023: Anal Savages 8
- 2024: Anal Icons 2
- 2025: Anal Savage 10

### Best Curve Appeal Movie (or Anthology / Limited Series)
- 2021: Breast Worship 6
- 2022: Rack Focus 2
- 2023: Breast Workship 7
- 2024: Breast Workship 8
- 2025: Kink Label 3

### Best All-Girl Feature
- 1990: Where The Boys Aren’t
- 1991: Ghost Lusters
- 1992: Buttwoman
- 1993: Kittens III
- 1994: Buttslammers
- 1995: Creme de Femme
- 1996: Buttslammers 10
- 1997: The Violation of Missy
- 1998: Diva 4
- 1999: Welcome To The Cathouse
- 2000: The Four Finger Club 2
- 2001: Hard Love/How to Fuck in High Heels
- 2002: The Violation of Kate Frost
- 2003: he Violation of Aurora Snow
- 2004: Babes Illustrated 13
- 2005: The Connasseur
- 2006: Belladonna’s Fucking Girls

### Best All-Girl/Lesbian Release / Movie (or Limited Series)
- 2007: Belladonna: No Warning
- 2008: Girlvana 3
- 2009: Girlvana 4
- 2010: Evil Pink 4
- 2011: Meow!
- 2012: Cherry 2
- 2013: Dani
- 2014: Meow! 3
- 2015: Alexis & Asa und Women Seeking Women 100
- 2016: Angela Loves Women
- 2017: Missing: A Lesbian Crime Story
- 2018: Angela Loves Women 3
- 2019: Angela Loves Women 4
- 2021: Paranormal
- 2022: TIE - Lesbian Ghost Stories 5
- 2023: Play 2
- 2024: Drip 3

### Best Female Mixed-Age (Fantasy) Production / Movie or Limited Series
- 2011: Mother-Daughter Exchange Club 12
- 2012: Mother-Daughter Exchange Club 17
- 2013: Cheer Squad Sleepovers
- 2014: Cougars, Kittens & Cock 2
- 2015: Cougars, Kittens & Cock 3
- 2016: Lesbian Adventures: Older Women, Younger Girls 6
- 2017: Mother-Daughter Exchange Club 44
- 2018: The Art of Older Women
- 2019: The Lesbian Experience: Women Loving Girls 3
- 2020: Lesbian Seductions 66
- 2021: Cougars
- 2022: Moms Teach Sex 26
- 2023: Cougaraffic 2
- 2024: Moms Bang Teens 47
- 2025: Lesbian Stehpmother 8

### Best Ethnic Themed Release – Asian
- 2005: Dress-Up Doll Asuka
- 2006: Invasian 2
- 2007: Asia Noir 5: A Lust Supreme
- 2008: Anabolic Asians 5
- 2009: Asia Noir 6
- 2010: Asian Fucking Nation 3
- 2011: Asian Fucking Nation 4
- 2012: Asian Booty 2
- 2013: Asian Fuck Faces
- 2014: Asian Bombshells

### Best Ethnic Themed Release – Black
- 2005: Pimpfomation XXX
- 2006: Big Ass Party
- 2007: Tales from the Darkside
- 2008: Big Black Wet Butts 7
- 2009: Black Ass Addiction 2
- 2010: Phatty Girls 9
- 2011: Black Ass Addiction 6
- 2012: Big Wet Black Tits 3
- 2013: Porn’s Top Black Models 3
- 2014: Big Black Wet Asses 13

### Best Ethnic Themed Release – Latin
- 2005: Spanish Fly Pussy Search 14
- 2006: Caliente
- 2007: Brazilian Island 2
- 2008: Big Latin Wet Butts 5
- 2009: Mami Culo Grande 6
- 2010: Young Tight Latinas 17
- 2011: Buttman’s Rio Extreme Girls
- 2012: Escaladies
- 2013: Latin Mommas 2
- 2014: Butthole Barrio Bitches 2

### Best Interracial Release
- 2005: Once You Got Black 3
- 2006: Lex Steele XXX 5
- 2007: Racial Tension
- 2008: Black Owned 2
- 2009: Lex the Impaler 3
- 2010: Lex the Impaler 4
- 2011: Lex the Impaler 5
- 2012: Lex the Impaler 6
- 2013: Mandingo Massacre 2
- 2014: Lex Turns Evil
- 2015: Dani Daniels Deeper
- 2016: Black & White 3
- 2017: My First Interracial 7
- 2018: Interracial Icon 4
- 2019: Interracial Icon 6
- 2020: Blacked Raw V23

### Best Ethnic Production
- 2015: Latinas on Fire
- 2016: Latin Asses
- 2017: Asian Fuck Machines
- 2018: Asian Anal
- 2019: My Asian Hotwife 3
- 2020: Porn’s Top Black Models 5

### Best Group Sex Movie or Anthology/Limited Series
- 2021: Excess
- 2022: Angela Loves Threesomes 3
- 2025: Club VXN

### Best Polyamory Production
- 2016: Marriage 2.0
- 2017: Babysitting the Baumgartners
- 2018: Adventures With the Baumgartners
- 2019: Watching My Hotwife 3
- 2020: Hotwife Tales: Proud Stag of a Sexy Vixen

### Best POV Release
- 2005: P.O.V. Pervert 3
- 2006: Manuel Ferrara’s POV
- 2007: Pole Position: Lex POV 5
- 2008: Fucked on Sight 2
- 2009: Jack’s POV 9
- 2010: Anal Prostitutes on Video 6
- 2011: Jack's POV 15
- 2012: Double Vision 3
- 2013: Eye Fucked Them All
- 2014: The Hooker Experience
- 2015: Lex’s Point of View

### Best Oral-Themed Feature
- 2005: Francesca Lé’s Cum Swallowing Whores 3
- 2006: Blow Me Sandwich 7

### Best Oral-Themed Release / Movie
- 2007: Feeding Frenzy 8
- 2008: Face Full of Diesel
- 2009: Blow Job Perversion
- 2010: Jules Jordan: Feeding Frenzy 10
- 2011: Fuck Face
- 2012: American Cocksucking Sluts
- 2013: American Cocksucking Sluts 2
- 2014: American Cocksucking Sluts 3
- 2015: Wet Food 5
- 2016: Facialized 2
- 2017: Facialized 3
- 2018: Facialized 4
- 2019: Gag Reflex 3
- 2020: My Wife’s First Blowbang 3
- 2021: Facialized 7
- 2024: Wet Food 10

### Best Orgy / Gangbang Production
- 2009: Big Boob Orgy
- 2010: Young Harlots: Gangbang
- 2011: Out Numbered 5
- 2012: Gangbanged
- 2013: Gangbanged 4
- 2014: Gangbanged 5
- 2015: Gangbang Me
- 2016: Gangbang Me 2
- 2017: Gangbanged 7
- 2018: My First Gangbang
- 2019: Gangbang Me 3
- 2020: Blacked Raw V21

### Best Amateur Release
- 2005: Adventure Sex
- 2006: Bang Bus 6
- 2007: Bang Bus 9
- 2008: Cherries 56
- 2009: ATK Exotics 2
- 2010: 18 with Proof 2
- 2011: Absolute Amateurs 3
- 2012: Dare Dorm 4
- 2013: Dare Dorm 9
- 2014: 100% Real Swingers: Meet the Rileys
- 2015: Dare Dorm 20

### Best Pro-Am Release
- 2005: The Luv Generation
- 2006: Rocco’s Initiations 9
- 2007: Breakin’ ’Em In 9
- 2008: Breakin’ ’Em In 11
- 2009: First Time Auditions 5
- 2010: Bang Bus 24
- 2011: Brand New Faces 26
- 2012: Breakin' 'Em In 14
- 2013: Brand New Faces 36: Natural Newbies Edition
- 2014: Brand New Faces 42
- 2015: Amateur POV Auditions 6

### Best Amateur/Pro-Am Release
- 2016: It’s My First Time 2
- 2017: Amateur POV Auditions 26
- 2018: Amateur Introductions 24
- 2019: Mick’s Pornstar Initiations
- 2020: Amateur POV Auditions 31

### Best Young Girl Release
- 2009: Jailbait 5
- 2010: Young & Glamorous
- 2011: Cum Spoiled Brats
- 2012: Cuties 2
- 2013: Cuties 3
- 2014: The Innocence of Youth 5
- 2015: Super Cute

### Best Romance
- 2013: Torn
- 2014: The Temptation of Eve
- 2015: Second Chances
- 2020: Love Song

### Best Solo Release
- 2006: Blu Dreams: Sweet Solos
- 2007: I Love Big Toys 2
- 2008: Extreme Holly Goes Solo
- 2009: All By Myself 3
- 2010: All Alone 4
- 2011: All by Myself 4
- 2012: All Natural: Glamour Solos
- 2013: All Natural Glamour Solos 2
- 2014: All Natural Glamour Solos 3
- 2015: All Natural Glamour Solos 4
- 2016: Glamour Solos 4

### Best Taboo Relations Production / Movie (or Limited Series)
- 2015: Keep It in the Family
- 2016: The Father Figure
- 2017: Tabu Tales: Me, My Brother and Another
- 2018: Dysfucktional: Blood Is Thicker Than Cum
- 2019: Sibling Seductions 2
- 2020: Dysfucktional 3
- 2021: Evil Girls With Mormon Boys
- 2022: Family Cheaters
- 2023: Dadd's Favorite 3
- 2024: My Sexy Little Sister 15
- 2025: My Horny Step-Sister 3

### Best Lewd Propositions Movie
- 2018: Babysitter Auditions
- 2019: The Psychiatrist

### Best Niche Production / Movie (or Limited Series)
- 2018: Cum Inside Me 3
- 2019: Evil Squirters 5
- 2020: Jessica Drake’s Guide to Wicked Sex: Senior Sex
- 2021: Age & Beauty Vols. 1 & 2
- 2022: Choked and Soaked 5
- 2023: Cum Inside 3
- 2024: When The Husbands Like to Watch
- 2025: Finish in My Ass 2

### Best Wall-to-Wall Release
- 2013: Best New Starlets 2012
- 2014: Performers of the Year 2013

### Best Alternative Release
- 2005: Family Business: The Complete First Season
- 2006: PornoMation
- 2007: Real Adventures 84
- 2008: Buttman at Nudes a Poppin’ 20
- 2009: Spring Break 2008
- 2010: Porn's Most Outrageous Outtakes 3
- 2011: Extreme Public Adventures

### Best Alternative Adult Feature Film
(auch: Best Alternative Video)
- 1994: Beach Babes from Beyond
- 1995: Killer Looks
- 1996: Under Lock & Key
- 1997: Scoring
- 1998: Crash

### Best Animated Release
- 2007: Pornomation 2
- 2008: Night Shift Nurses: Experiment 1 & 2
- 2009: Night When Evil Falls, Vol. 1
- 2010: PornoMation 3
- 2011: Bound to Please
- 2012: Alice in Wonderland: A XXX Animation Parody

### Best Internal Release
- 2008: All Internal 5
- 2009: All Internal 7
- 2010: All Internal 9
- 2011: Unplanned Parenthood
- 2012: Internal Damnation 4
- 2013: Big Tit Cream Pie 13

### Best Celebrity Sex Tape
- 2012: Backdoor to Chyna
- 2013: Octomom Home Alone
- 2015: Tila Tequila 2: Backdoored & Squirting

### Best BDSM Movie (or Limited Series) / Specialty Release
- 1987: Caught from Behind V
- 1988: Loose Ends III
- 1989: Loose Ends IV
- 1990: Wild Thing
- 1991: House of Dark Dreams I & II
- 1992: Forbidden Fantasies
- 1993: Ona Zee’s Learning the Ropes 1-3
- 1994: Kym Wilde’s Ocean View
- 1995: Strictly for Pleasure
- 1996: Kym Wilde’s On the Edge 23
- 1997: Kym Wilde’s On the Edge 33
- 1998: Kym Wilde’s On the Edge 40
- 1999: Uncut
- 2000: Rough Sex 1
- 2001: Humiliation of Heidi
- 2002: Virgin Kink 19
- 2003: Ivy Manor 5
- 2004: Debbie Does Fem-Dom 3
- 2005: Nina Hartley’s Private Sessions 13
- 2006: Jenna Loves Pain
- 2007: My New Girlfriend
- 2008: Bondage Thoughts
- 2009: House of Sex and Domination
- 2010: Ivy Manor Slaves 3: The Dream Team
- 2011: Bondage Wonderland
- 2012: Disciplined
- 2013: Rubber Bordello
- 2014: The Submission of Emma Marx
- 2015: Brandy Aniston is Fucked
- 2016: The Submission of Emma Marx: Boundaries
- 2017: Deception: A XXX Thriller
- 2018: Cybill Troy Is Vicious
- 2019: Hotwife Bound 3
- 2020: School of Submission: Kristen Scott
- 2021: Mistress Maitland
- 2022: Diary of a Madman
- 2023: Tainted Love
- 2024: Switch: Leaving Your Mark
- 2025: He's In Charge 4

### Best Specialty Release – Big Bust
- 1991: Breasts of Britain 8
- 1992: Duke of Knockers
- 1993: Adventures of Breastman
- 1994: Boobarella
- 1995: Double D Housewives
- 1996: Tits
- 1997: The Duke of Knockers 2
- 1998: Mandy Mountjoy Does Hardcore
- 1999: Big Tit Betrayal
- 2000: Natural Wonders of the World 5
- 2001: Harem Hooters
- 2002: Pussyman’s Big Tit Paradise
- 2003: Heavy Handfuls
- 2004: Heavy Handfuls 2
- 2005: Francesca’s Juggies
- 2006: Faster Pussycat! Fuck! Fuck!
- 2007: Breast Worship
- 2008: Gina Lynn’s DD’s and Derrieres 2
- 2009: Big Tits at School
- 2010: Breast Worship 2
- 2011: Bra Busters
- 2012: Big Wet Tits 10
- 2013: Big Wet Tits 11
- 2014: Bra Busters 4
- 2015: Bra Busters 5
- 2017: Big Wet Breasts 3
- 2020: Bra Busters 9
- 2025: Big Natural 78

### Best Specialty Release – Big Butt
- 2009: Big Wet Asses 13
- 2010: Big Wet Asses 15
- 2011: Asslicious 2
- 2012: Kelly Divine Is Buttwoman
- 2013: Big Wet Asses 21
- 2014: Big Wet Asses 22
- 2015: Wet Asses 4
- 2017: Anikka vs Kelsi
- 2020: Big Anal Asses 8
- 2025: Brazzers Butt Lift

### Best Specialty Release – Fem-Dom Strap-On
- 2006: His Ass is Mine
- 2007: Strap Attack 4
- 2008: Babes Ballin’ Boys 17
- 2009: MeanBitches Erotic Femdom 3
- 2010: Forced Fem 3
- 2011: Strap Attack 12
- 2012: Beggin’ for a Peggin’
- 2013: His Booty Is My Duty 2
- 2014: Strap Attack 17

### Best Specialty Release – Foot Fetish
- 2003: Barefoot Confidential 15
- 2004: Barefoot Confidential 25
- 2005: Leg Affair 7
- 2006: Coxxx & Soxxx 4
- 2007: Barefoot Confidential 40
- 2008: Stiletto
- 2009: Belladonna’s Foot Soldiers
- 2010: Party of Feet
- 2011: Party of Feet 2
- 2012: Nylons 8
- 2013: Asphyxia Heels the World
- 2014: Foot Fanatic

### Best MILF Movie (or Limited Series) / Specialty Release
- 2006: MILF Seeker
- 2007: Cheating Housewives 3
- 2008: It’s a Mommy Thing!
- 2009: The Cougar Club
- 2010: It’s a Mommy Thing! 4
- 2011: Dirty Rotten Mother Fuckers 4
- 2012: Seasoned Players 16
- 2013: It’s a Mommy Thing! 6
- 2014: MILF Revolution
- 2015: Dirty Rotten Mother Fuckers 7
- 2016: MILF Performers of the Year 2015
- 2017: Dirty Rotten Mother Fuckers 10
- 2018: MILF Performers of the Year 2017
- 2019: MILF Performers of the Year 2018
- 2020: 40 Years Old, Temptations of a Married Woman
- 2021: A 40 Year-Old Wife's Deep Desires
- 2022: MILF Performers of the Year 2021
- 2023:Mommy's Boys
- 2024: MILF Performers of the Year 2023
- 2025: American MILF

### Best Specialty Release – Spanking
- 1994: Defiance: Spanking and Beyond
- 1995: Painful Cheeks – Shades of Red
- 1996: Blistered Your Buns
- 1997: Hot Young Asses
- 1998: Disciplined by the Cane
- 1999: C.P. Research Institute
- 2000: Spanking Hotline
- 2001: Public Canings
- 2002: Stocking Strippers Spanked
- 2003: Stocking Strippers Spanked 2
- 2004: Spanked Toilet Whores
- 2005: Nina Hartley’s Guide to Spanking
- 2006: A Submissive Mind
- 2007: Baltimore Brat
- 2008: Baltimore Brat 2
- 2009: Credit Card Fraud

### Best Squirting Movie / Specialty Release
- 2006: Flower’s Squirt Shower 2
- 2007: Flower’s Squirt Shower 3
- 2008: Flower’s Squirt Shower 4
- 2009: Jada Fire is Squirtwoman 3
- 2010: Squirt Gangbang 4
- 2011: Big League Squirters
- 2012: Lesbian Bukkake 17
- 2013: Seasoned Players 17: The Squirting Edition
- 2014: Squirt Gasms!
- 2021: Squirt on Me

### Best Specialty Release – Other Genre
- 1991: Life in the Fat Lane
- 1993: The Legend of Katoey Island
- 1994: A Scent of Leather
- 1995: The Lovers Guide: Better Orgasms
- 1996: Leg Tease
- 1997: High Heeled and Horny 4
- 1998: Hardcore Male/Female Oil Wrestling
- 1999: Strange Life: The Breech
- 2000: Barefoot Confidential 2
- 2001: Barefoot Confidential 8
- 2002: Barefoot Confidential 13
- 2003: Internal Affairs 5
- 2004: Chunky on the Fourth of July
- 2005: Cytherea Iz Squirtwoman
- 2006: Chunky Housecall Nurses 2
- 2007: Horny Hairy Girls 22
- 2008: Cum on My Tattoo 3
- 2009: Milk Nymphos 2
- 2010: Asses of Face Destruction 5
- 2011: Asses of Face Destruction 9
- 2012: Bush
- 2013: Brand New Faces 35: Curvy Edition
- 2014: Evil BBW Gold 3
- 2015: Bonnie Rotten Is Squirtwoman
- 2016: Cum Inside Me
- 2017: Marshmallow Girls 4

### Best Specialty Tape
- 1984: The Best of Alex de Renzy
- 1985: Alex de Renzy’s Dirty Girls

### Best Transsexual/Transgender/Trans Release / Movie (or Limited Series)
- 2005: She-Male Strokers 6
- 2006: Rogue Adventures 24
- 2007: Rogue Adventures 27
- 2008: Transsexual Babysitters 2
- 2009: America’s Next Top Tranny 2
- 2010: Rogue Adventures 33
- 2011: America's Next Top Tranny: Season 6
- 2012: The Next She-Male Idol 3
- 2013: American She-Male X
- 2014: Rogue Adventures 38
- 2015: TS Girlfriend Experience 3
- 2016: The Tranny Bunch
- 2017: Real Fucking Girls
- 2018: All My Mother’s Lovers und Buck Angel Superstar
- 2019: Aubrey Kate: TS Superstar
- 2020: Transfixed: Natalie Mars Showcase
- 2021: Exclusive Angel: Daisy Taylor
- 2022: I Am Aubrey
- 2023: Tantalazing Threesome
- 2024: Office Ms. Conduct
- 2025: D.O.L.L.S.